# 哈日若根错
哈日若根错是一个位于中国四川省理塘、巴塘县界县的湖泊，面积约为1.8平方千米。